# Farbauti
Para Farbauti (satélite), véase el artículo Lunas de Saturno.
Farbauti o Fárbauti en nórdico antiguo (El que golpea peligrosamente) es un gigante de la mitología nórdica. Es el marido de Laufey (Isla frondosa) y padre de Loki, Býleistr y Helblindi.
La autenticidad de esta genealogía está comprobada ya que es mencionada en dos poemas escáldicos del siglo X: Haustlöng de Thjódólfur úr Hvini (5) y la Húsdrápa de Ulf Uggason (2). Ello es recogido por Snorri Sturluson que, en su Edda (Gylfaginning, 33 ; Skáldskaparmál, 23) precisa que se trata de un gigante.
W.S.W. Anson, en su obra Asgard y los Dioses, traduce el nombre como El Remero, y apunta que Farbauti era el gigante que se salvó del diluvio en una barca, y que Laufey era la isla hacia la cual bogaba.